# Plestiodon japonicus
Espèce
Synonymes
- Eumeces quinquelineatus var. japonicus Peters, 1864
- Eumeces japonicus Peters, 1864

Plestiodon japonicus est une espèce de sauriens de la famille des Scincidae.

## Répartition
Cette espèce se rencontre au Japon et dans l'est de la Russie.

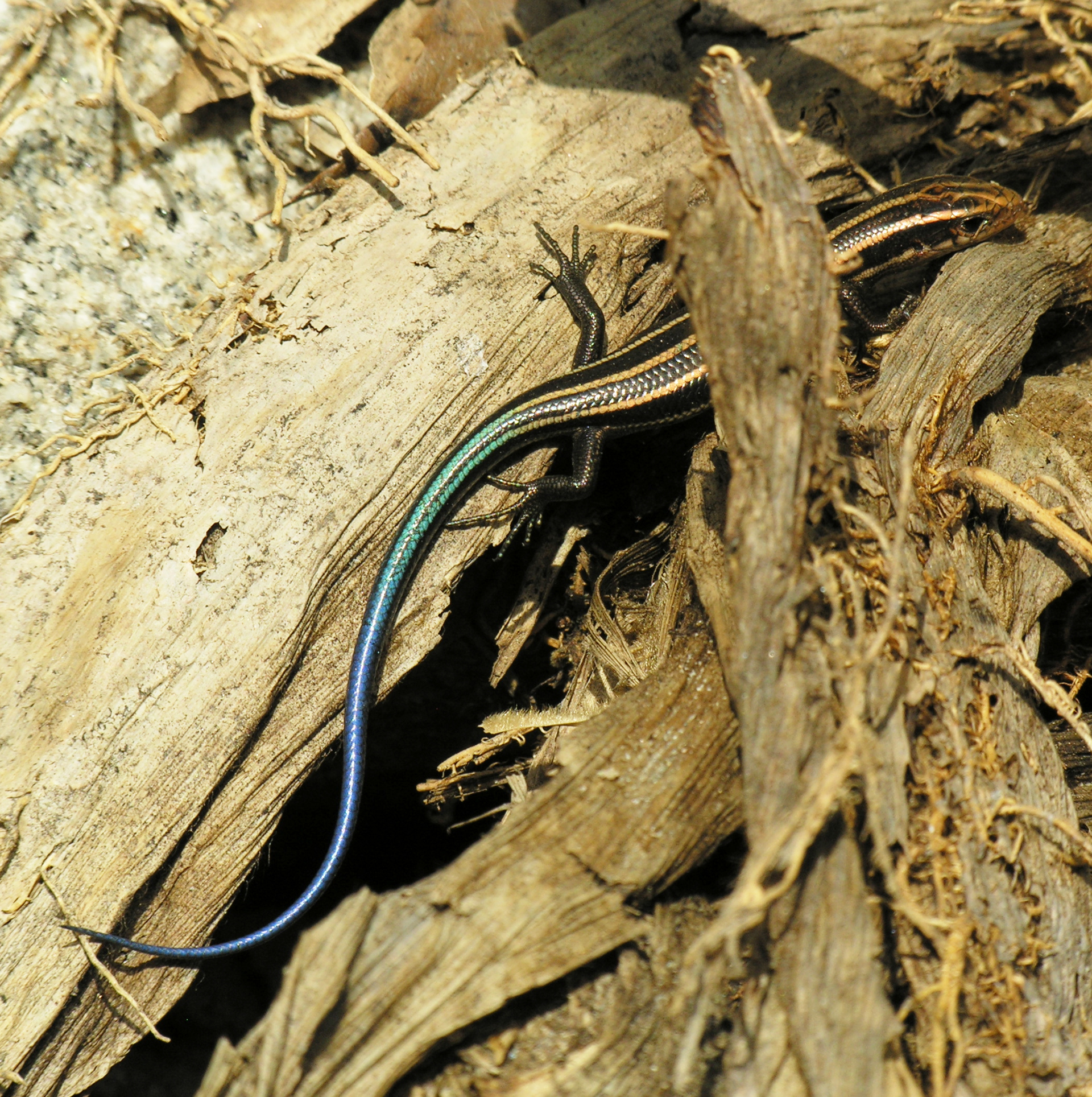

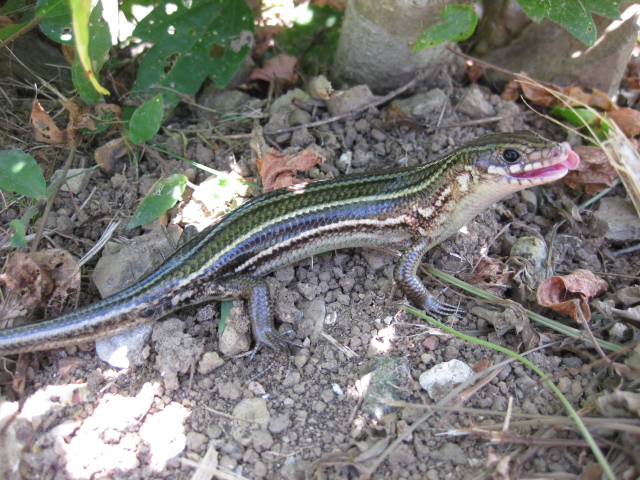

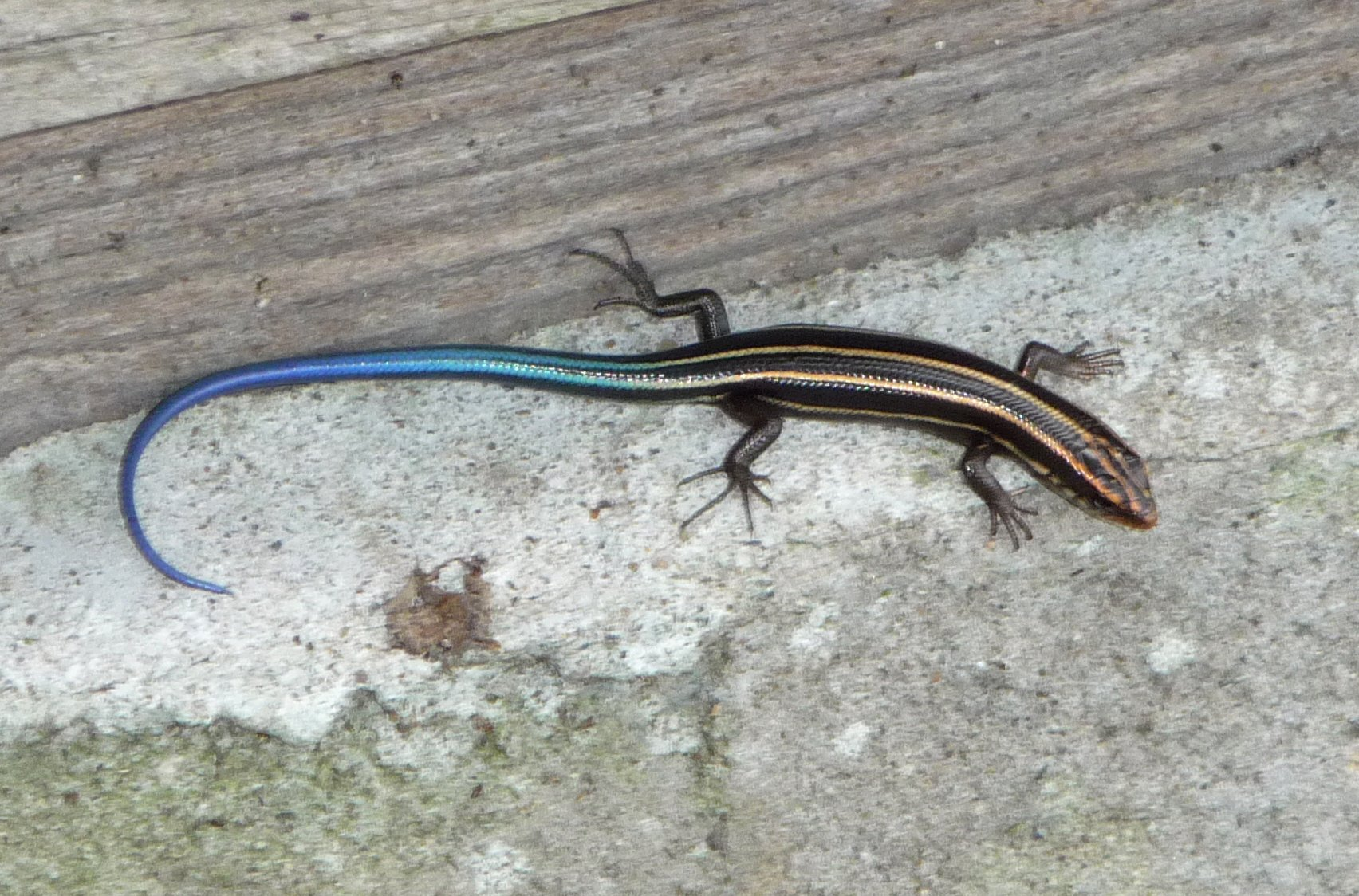

## Étymologie
Cette espèce est nommée en référence au lieu de sa découverte, le Japon.

## Publication originale
- Peters, 1864 : Die Eidechsenfamilie der Scincoiden, insbesondere über die Schneider'schen, Wiegmann'schen und neue Arten des zoologischen Museums. Monatsberichte der Königlichen Akademie der Wissenschaften zu Berlin, vol. 1864, p. 44-58 (texte intégral).